# Марциан Сиракузский
Марциан (родился в I веке в Антиохии, умучен в 68 году в Сиракузах) — святитель, первый епископ Сиракузский. Дни памяти — 9 февраля, 30 октября.

## Житие
Согласно преданию, св. Марциан (Marziano) был послан святым апостолом Петром в 39 году на проповедь Евангелия в Сиракузы. Первые христиане собирались в пещере Пелопия (grotte Pelopie) в районе Акрадина.
Распространение христианства вызвало недовольство Сената и иудеев, поскольку многие евреи обратились в новую веру. В 68 году св. епископ был забит камнями. Согласно иной традиции он был умучен в Сиракузах во время правления императоров Галлиена и Валериана (253—260) двумястами годами позже.

## Почитание
Мощи св. Марциана пребывают в городе Гаэта, святым покровителем которого он считается вместе со св. Эразмом, память 2 июня. Св. Марциан также почитается святым покровителем Сиракузской епархии.
В Римском мартирологе память святого Марциана совершается 30 октября (раньше она совершалась 14 июня).